# Perdu en Sibérie
Pour plus de détails, voir Fiche technique et Distribution.
Perdu en Sibérie (titre anglais : Lost in Siberia, titre russe : Zateryannyy v Sibiri (Затерянный в Сибири)) est un film russo-britannique réalisé par Alexandre Mitta, sorti en 1991. Le film a été sélectionné pour la Quinzaine des réalisateurs et projeté lors du Festival de Cannes la même année,.

## Fiche technique
- Titre original : Zateryannyy v Sibiri
- Titre anglais : Lost in Siberia
- Réalisation : Alexandre Mitta
- Scénario : James Brabazon, Valeri Frid, Youri Korotkov, Alexandre Mitta
- Chef décorateur : Vitali Klimenkov, Valeri Yourkevitch
- Costumes : Tatiana Lichmanova
- Photographie : Vladimir Chevtsik
- Montage : Anthony Sloman[4], Nadejda Vesseliovskaïa
- Musique : Leonid Dessiatnikov
- Production : 
  - Producteurs : Anthony Andrews, Garik Gasparian, Alexander Moody
  - Producteur exécutif : Benjamin Brahms
  - Producteurs associés : James Brabazon, Christopher Gawor
- Société(s) de production : Mosfilm, Spectrum
- Budget : 7 000 000 $ US[5]
- Pays d'origine :  Union soviétique,  Royaume-Uni
- Année : 1991
- Langue originale : anglais, russe
- Format : couleur (Eastmancolor) – 35 mm – stéréo
- Genre : drame, romance
- Durée : 140 minutes (URSS)
- Date de sortie : 
  - Royaume-Uni : 8 mai 1992

## Distribution
- Anthony Andrews : Andreï Miller
- Vladimir Iline : le capitaine Malakhov
- Elena Maïorova : Anna
- Irina Mikhaliova[6] : Lilka
- Evgueni Mironov : Volodia Mironov
- Alexandre Goureïev : le sergent Koniaev
- Valentin Gaft : Beria
- Alexeï Jarkov : Nikola
- Natalia Goundareva : Faïna
- Ivan Bortnik : le mari de Faïna
- Zinovi Gerdt : Levenson
- Arnis Līcītis : l'enquêteur du NKVD
- Vladimir Prozorov : Charlie
- Garik Soukatchev : détenu
- Nikolaï Pastoukhov : oncle Micha